# Поя Бахтіарі
Пуя Бахтіарі (перс. پویا بختیاری) — іранський протестувальник, який був застрелений 16 листопада 2019 року в Кереджі під час іранських протестів 2019 року. Арешт кількох членів сім'ї Бахтіарі, які не виконали прохання влади провести таємну траурну церемонію, був засуджений на міжнародному рівні, у тому числі Держсекретарем США Майком Помпео